# Tamba basiscripta
Tamba basiscripta là một loài bướm đêm trong họ Noctuidae.